# Raymond Keene
Raymond Dennis Keene (29 januari 1948) is een Britse schaker, geboren in het Verenigd Koninkrijk. In 1971 werd hij Brits kampioen en vijf jaar later, in 1976 werd hem door de FIDE de grootmeestertitel toegekend.
Keene heeft een groot aantal schaakboeken geschreven. Bekend is het boek over Howard Staunton, Staunton's City: Chess in London, Simpson's and The Savoy, 2004.

## Naar Keene vernoemde openingen
In het koningsgambiet bestaat een variant die vernoemd is naar Keene, met als beginzetten:
1. e4 e5
2. f4 Dh4
3. g3 De7 (zie diagram)
Daarnaast is er het Keenegambiet, een variant in de Grobopening die ook door hem is geanalyseerd.